# Kampioenschap van Vlaanderen 1986
Il Kampioenschap van Vlaanderen 1986, settantunesima edizione della corsa, si svolse l'11 settembre 1986 su un percorso di 150 km, con partenza e arrivo a Koolskamp. Fu vinto dal belga Frank Van De Vijver della Lotto-Eddy Merckx davanti al suo connazionale Herman Frison e all'australiano Allan Peiper.

## Ordine d'arrivo (Top 10)
| Pos. | Corridore           | Squadra                          | Tempo    |
| ---- | ------------------- | -------------------------------- | -------- |
| 1    | Frank Van De Vijver | Lotto-Eddy Merckx                | 3h29'00" |
| 2    | Herman Frison       | Roland-Van De Ven                |          |
| 3    | Allan Peiper        | Panasonic                        |          |
| 4    | Ronny Van Holen     | Lotto-Eddy Merckx                |          |
| 5    | Henri Manders       | Kwantum Hallen-Decosol-Yoko      |          |
| 6    | Jos Haex            | Hitachi-Marc-Splendor            |          |
| 7    | John Dekeukelaere   | Fangio-Lois-Mavic                |          |
| 8    | Luc Desmet          | TeVe Blad-Eddy Merckx            |          |
| 9    | Franky Van Oyen     | Lotto-Eddy Merckx                |          |
| 10   | Johan Delathouwer   | Robland-La Claire Fontaine-Galli |          |